# Evig sommer
Evig sommer, Tre Shakespearetekster (Noors voor Eeuwig zomer, drie teksten van Shakespeare) is een compositie van Johan Kvandal. Kvandal schreef het werk op verzoek van het Trondheim Symfoniorkester voor de viering van de 100ste geboortedag van Kirsten Flagstad (geboren 12 juli 1895). De sopraan Ragnild Heiland Sørensen (van de Noorse Opera) zong onder begeleiding van de strijkers het orkest uit Trondheim onder leiding van Bjarne Fiskum de drie liederen voor het eerst;

1. Evig sommer (Sonnet 18, beter bekend als Shall I compare thee with a summer’s day)
2. Ophelia’s klage (uit Hamlet)
3. Alfens sang (uit  A Midsummer Night’s Dream)

Ragnhild Heiland Sørensen zong veel eerder al mee in de eerste opvoering van Kvandals opera Mysterier. 

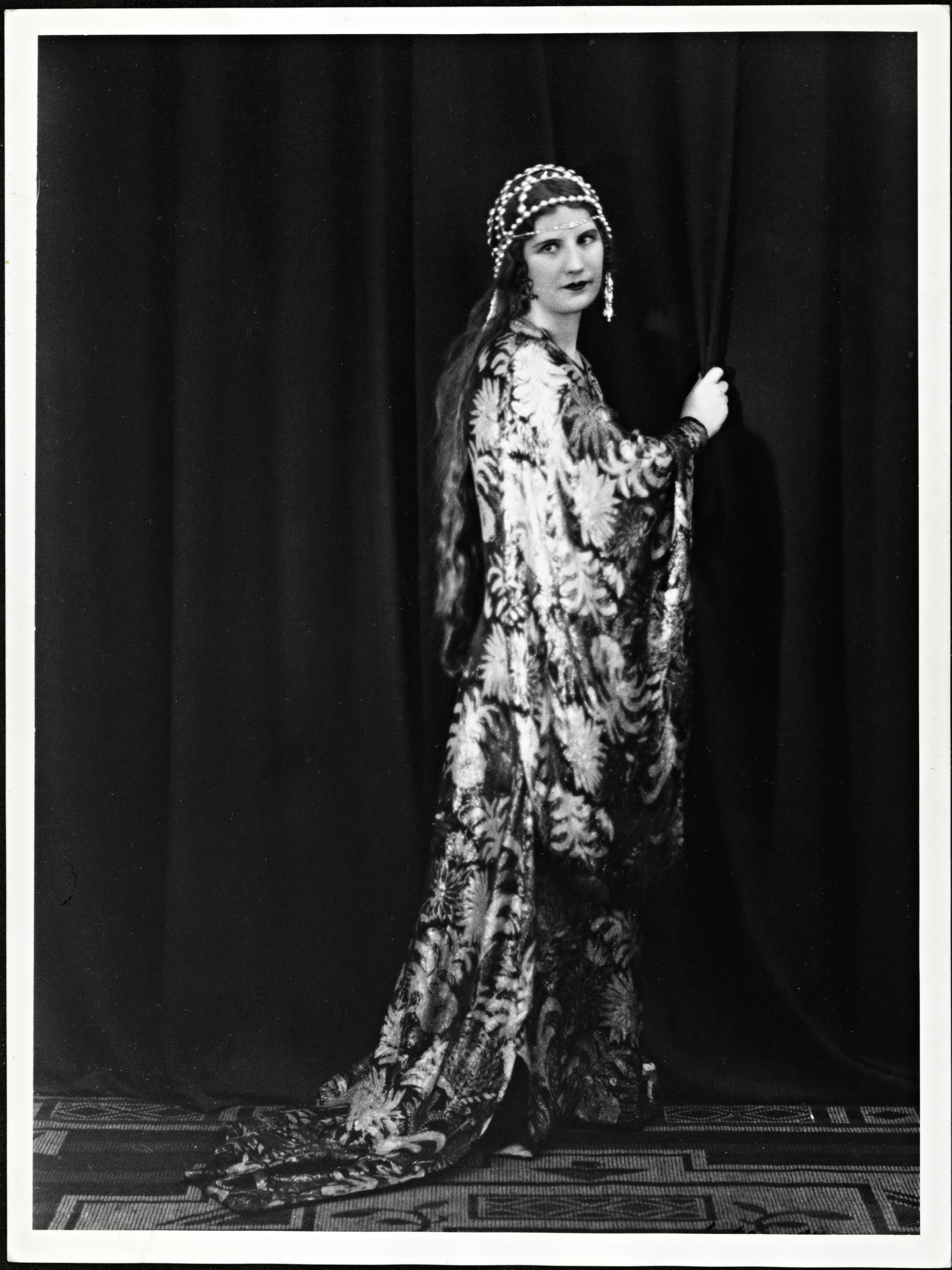
Kirsten Flagstad als Desdemona